# Готтенуз
Готтенуз (фр. Gottenhouse) — коммуна на северо-востоке Франции в регионе Гранд-Эст (бывший Эльзас — Шампань — Арденны — Лотарингия), департамент Нижний Рейн, округ Саверн, кантон Саверн. До марта 2015 года коммуна административно входила в состав упразднённого кантона Мармутье (округ Саверн).
Площадь коммуны — 1,25 км², население — 373 человека (2006) с тенденцией к росту: 393 человека (2013), плотность населения — 314,4 чел/км².

## Население
Население коммуны в 2011 году составляло 389 человек, в 2012 году — 392 человека, а в 2013-м — 393 человека.
| 1962 | 1968 | 1975 | 1982 | 1990 | 1999 | 2006 | 2008 | 2011 | 2012 | 2013 |
| ---- | ---- | ---- | ---- | ---- | ---- | ---- | ---- | ---- | ---- | ---- |
| 228  | 208  | 218  | 285  | 313  | 352  | 373  | 369  | 389  | 392  | 393  |

Динамика населения:

## Экономика
В 2010 году из 269 человек трудоспособного возраста (от 15 до 64 лет) 190 были экономически активными, 79 — неактивными (показатель активности 70,6 %, в 1999 году — 70,6 %). Из 190 активных трудоспособных жителей работали 183 человека (97 мужчин и 86 женщин), 7 числились безработными (5 мужчин и 2 женщины). Среди 79 трудоспособных неактивных граждан 27 были учениками либо студентами, 41 — пенсионерами, а ещё 11 — были неактивны в силу других причин.